# Giovanni Passannante
Giovanni Passannante (ur. 9 lutego 1849 w Savoia di Lucania, zm. 14 lutego 1910 w Montelupo Fiorentino) – włoski anarchista, zamachowiec.

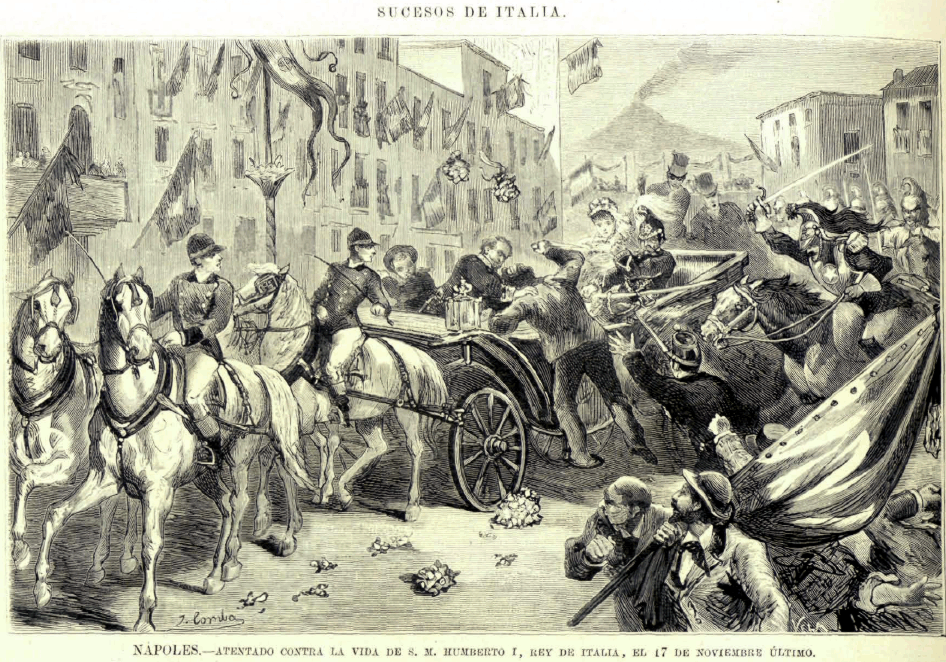
Scena zamachu na króla Humberta I

Giovanni Passannante był z zawodu kucharzem. Pracował w Potenza. Będąc samoukiem czytał pisma Mazziniego oraz Biblię. W 1872 przeniósł się do Salerno, gdzie przyłączył się do socjalistów. Przyswoił sobie idee anarchistyczne. 17 listopada 1878 roku zaatakował w Neapolu króla Humberta I w czasie parady. Zamach się nie udał, a Passannante został schwytany i osadzony w więzieniu. Otrzymał wyrok śmierci, który został zamieniony na dożywotnie więzienie. Uznano go za niepoczytalnego i zamknięto w więzieniu na Elbie. Z czasem przeniesiono go do zakładu dla obłąkanych, gdzie w 1910 zmarł.
Po śmierci jego czaszka została przekazana do muzeum kryminalnego w Rzymie, gdzie znajduje się do tej pory.